# Požarevac
Požarevac (serbisk: Пожаревац) er en by i det østlige Serbien, med et indbyggertal (pr. 2002) på cirka 42.000. Byen er hovedstad i distriktet Braničevo, og er kendt som hjembyen for den tidligere serbiske præsident Slobodan Milosevic.
44°37′N 21°11′Ø / 44.617°N 21.183°Ø
- Wikimedia Commons har flere filer relateret til Požarevac